# 闽南语电视
閩南語電視節目、閩南語節目，是福建、台灣、新加坡、馬來西亞等地以闽南语播音的电视。

## 發展簡史

### 台灣
2019年中華民國文化部補助公視開設公視台語台之前，臺灣沒有完全以台灣閩南語廣播的電視台。雖然民視無線台、三立台灣台、霹靂台灣台等主要以台語播音，但參雜大量中華民國國語。

### 泉州
2007年5月12日國家廣電總局批准啟播全閩南語播音的泉州广播电视台闽南语频道。闽南语电视的發展與閩南語電影同样受产业规模小、资金不足制約。

## 節目種類
閩南語電視劇、閩南語綜藝節目、閩南語新聞節目等。

## 頻道列表
- 泉州广播电视台闽南语频道（2007年5月12日-）[5]
- 馬來西亞Astro欢喜台
- 公視台語台（2019年7月-）[8]
- 厦门卫视（部份節目閩南語）[9]
- 海峽卫视（部份節目閩南語）[9]